# 福岡市漁業協同組合
福岡市漁業協同組合（ふくおかしぎょぎょうきょうどうくみあい）は、福岡県福岡市に本所を置き、博多湾域及び周辺沿岸等を管轄する漁業協同組合。

## 沿革
もとは福岡市内に13の漁業協同組合があり、そのうち12の組合が1992年（平成4年）10月28日に合併し、福岡市漁業協同組合が発足した。2007年（平成19年）には箱崎漁業協同組合が加わり、福岡市内の漁業協同組合は1つとなり、13の支所を有するに至った。2013年（平成25年）3月31日には福岡支所が閉所となり、2016年（平成28年）3月31日には浜崎今津支所が姪浜支所が管轄する出張所となったため、福岡市漁業協同組合の支所は現在11支所となっている。

## 事業所

### 本所

#### 福岡市漁業協同組合
- 所在地：〒819-0013　福岡市西区愛宕浜4-49-1（姪浜支所と同じ建物内）
- 法人番号：5290005002685

### 支所

#### 弘支所（）
- 所在地：〒811-0324　福岡市東区大字弘1285-1（弘漁港附近）
- 地図：北緯33度40分14.6秒 東経130度17分28.2秒 / 北緯33.670722度 東経130.291167度
- 主要な漁業種：刺し網、ます網、採貝、採藻、ワカメ養殖
- 主要な魚種：スズキ、アワビ、ワカメ[1]

#### 志賀島支所漢字（）
- 所在地：〒811-0323　福岡市東区大字志賀島736-24（志賀島漁港附近）
- 地図：北緯33度39分45.4秒 東経130度18分50.2秒 / 北緯33.662611度 東経130.313944度
- 主要な漁業種：釣、えび漕網、小型定置網、ワカメ養殖
- 主要な魚種：ブリ、サワラ、イカ、ワカメ（登録商標：漢委奴国王の金印汐わかめ[注釈 1]）[1]

志賀島支所の写真
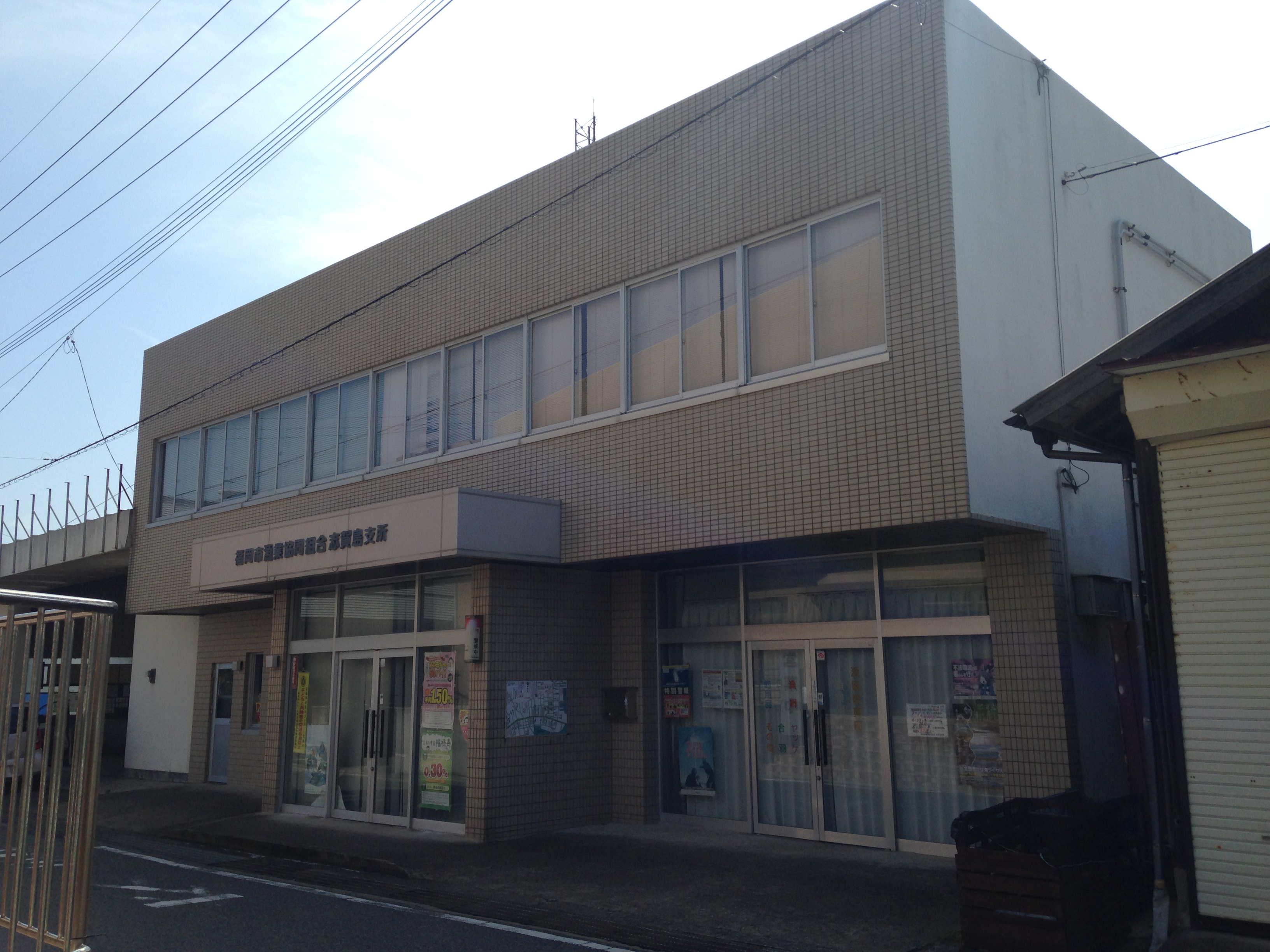
志賀島支所（北東側）
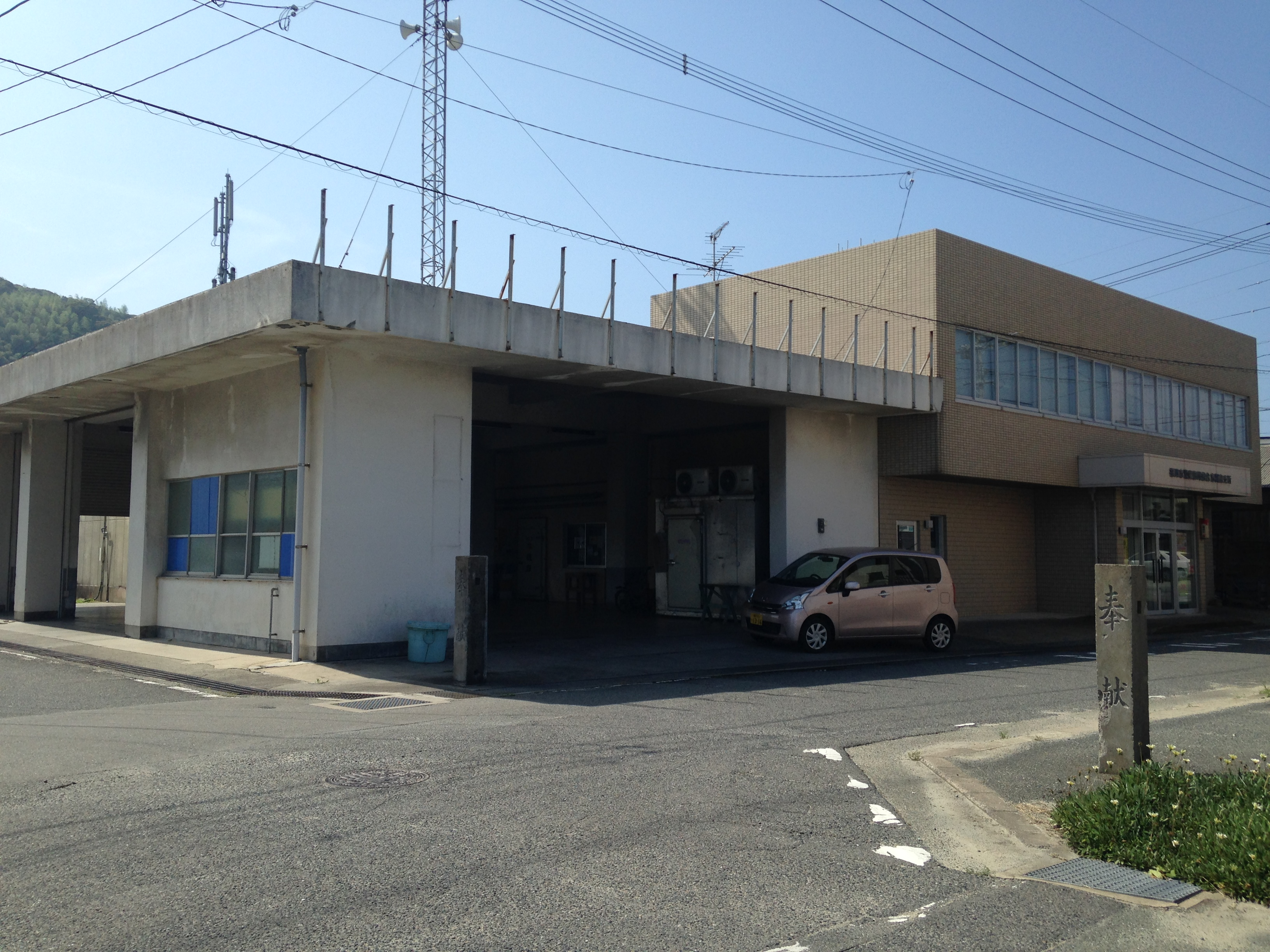
志賀島支所（南東側）

#### 奈多支所（）
- 所在地：〒811-0204　福岡市東区奈多2-13-12（奈多漁港の南東約800メートル、奈多公民館の隣）
- 地図：北緯33度41分20.2秒 東経130度24分42.8秒 / 北緯33.688944度 東経130.411889度
- 主要な漁業種：かご漁業、釣、えび漕網、刺網
- 主要な魚種：イカ、サワラ、フグ[1]

#### 箱崎支所（）
- 所在地：〒812-0053　福岡市東区箱崎4-30-11（箱崎船だまり附近）
- 地図：北緯33度37分7.2秒 東経130度24分51.6秒 / 北緯33.618667度 東経130.414333度
- 主要な漁業種：刺網、かご漁業、ワカメ養殖
- 主要な魚種：カレイ、ヒラメ、カニ、タコ、ワカメ[1]

#### 伊崎支所（）
- 所在地：〒810-0066　福岡市中央区福浜1-23-12（伊崎船だまり附近）
- 地図：北緯33度35分58.4秒 東経130度21分54.3秒 / 北緯33.599556度 東経130.365083度
- 主要な漁業種：えび漕網、かご漁業、刺網、延縄、採藻
- 主要な魚種：スズキ、タコ、エビ、ワカメ[1]

伊崎支所の写真
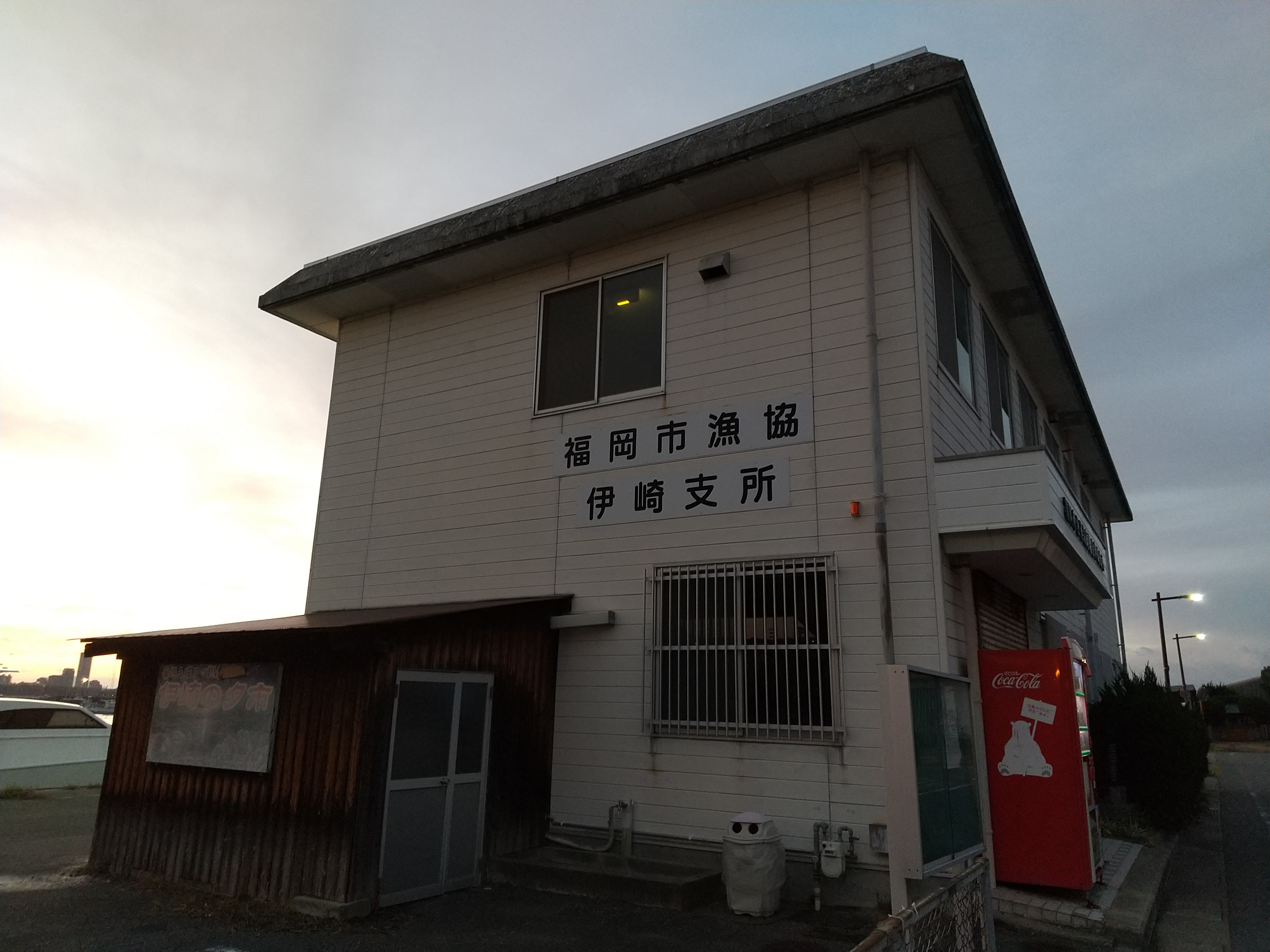
伊崎支所
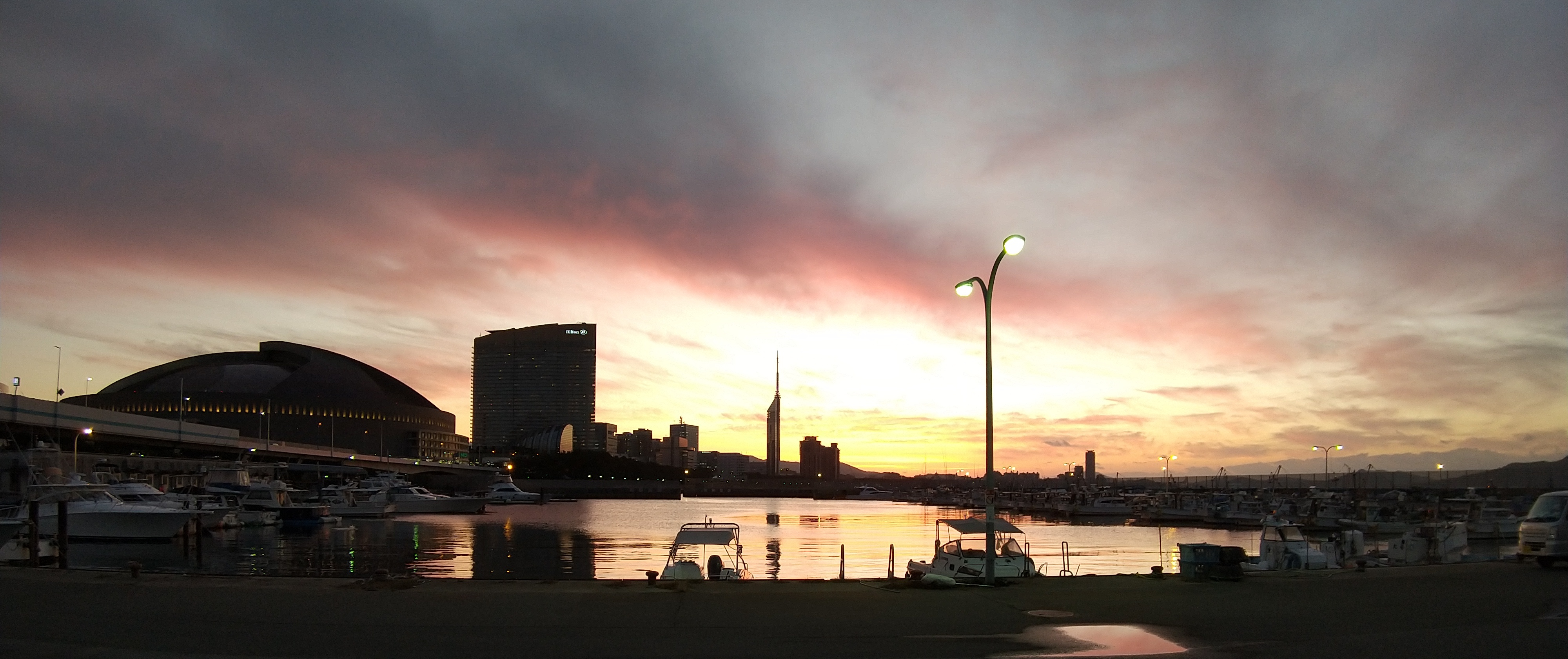
伊崎船だまり

#### 姪浜支所（）
- 所在地：〒819-0013　福岡市西区愛宕浜4-49-1（姪浜船だまり附近）
- 地図：北緯33度35分36.0秒 東経130度19分38.5秒 / 北緯33.593333度 東経130.327361度
- 主要な漁業種：刺網、一双ごち網、えび漕網、ノリ養殖
- 主要な魚種：タイ、スズキ、コノシロ、ノリ[1]

#### 能古支所（）
- 所在地：〒819-0012　福岡市西区能古657-8（能古船だまり附近）
- 地図：北緯33度36分38.1秒 東経130度18分30.2秒 / 北緯33.610583度 東経130.308389度
- 主要な漁業種：えび漕網、刺網、ます網、採貝
- 主要な魚種：タコ、エビ、アサリ、カキ[1]

#### 唐泊支所（）
- 所在地：〒819-0201　福岡市西区大字宮浦273-12（唐泊漁港附近）
- 地図：北緯33度38分35.2秒 東経130度13分57.3秒 / 北緯33.643111度 東経130.232583度
- 主要な漁業種：二双ごち網、釣、かご漁業、カキ養殖
- 主要な魚種：タイ、カワハギ、カキ（登録商標：唐泊恵比須[注釈 2]）[1]

#### 西浦支所（）
- 所在地：〒819-0202　福岡市西区大字西浦1158（西浦漁港附近）
- 地図：北緯33度39分5.5秒 東経130度12分34.5秒 / 北緯33.651528度 東経130.209583度
- 主要な漁業種：二双ごち網、一双ごち網、釣
- 主要な魚種：タイ、カワハギ、サワラ、イカ[1]

#### 玄界島支所（）
- 所在地：〒819-0205　福岡市西区大字玄界島21（玄界漁港附近）
- 地図：北緯33度41分0.3秒 東経130度14分6.2秒 / 北緯33.683417度 東経130.235056度
- 主要な漁業種：釣、延縄、刺網、かご漁業、えび漕網
- 主要な魚種：サワラ、ブリ、タイ、フグ[1]

#### 小呂島支所（）
- 所在地：〒819-0011　福岡市西区大字小呂島19（小呂島漁港附近）
- 地図：北緯33度51分46.5秒 東経130度2分11.4秒 / 北緯33.862917度 東経130.036500度
- 主要な漁業種：まき網、刺網、釣
- 主要な魚種：ブリ、ヒラメ、カレイ、イサキ、アジ[1]

### 出張所

#### 浜崎今津出張所（）
- 所在地：〒819-0165　福岡市西区今津54-1（浜崎今津漁港附近）
- 地図：北緯33度35分51.8秒 東経130度16分2.3秒 / 北緯33.597722度 東経130.267306度
- その他： 姪浜支所が管轄する出張所の位置づけとなっている。